# جان اچ. اورتون
جان اچ. اورتون (به انگلیسی: John H. Overton) سناتور سابق عضو حزب دموکرات ایالات متحده آمریکا بود. وی در سال ۱۹۳۳ تا ۱۹۴۸ میلادی سناتور ایالت لوئیزیانا در سنای ایالات متحده آمریکا بود.